# Аркьен
Де Ла Гранж (пол. Arquien de la Grange) — польский дворянский герб.

## Описание
В щите овальном, с золотою окраиною и дворянскою короною, в голубом поле, два взвившиеся на дыбы оленя, держащие передними ногами серебряную лилию. Герб де Ла Гранж внесен в Часть 2 Гербовника дворянских родов Царства Польского, стр. 74.

## Герб используют
Де ла Гранж, выехавшие из Франции в царствование Яна III Собеского. Людовик Де ла Гранж, Маркиз Д’Аркьен, Граф де Малин, брат Королевы Марии-Казимиры, Генерал Польских войск, за двадцатилетнее отличное служение, постановлением Сейма 1685 года возведен в Дворяне Королевства Польского.